# Крайцер ПВО
Крайцер (за) противовъздушна отбрана е подклас крайцери, основната особеност на които са универсалните оръдия на главния калибър, предназначени преди всичко за противовъздушна отбрана на съединенията на флота. Строени или планирани за построяване във флотите на редица страни в периода от 30-те до 50-те години на ХХ век. Активно използвани в сраженията на Втората световна война.
Терминът „крайцер ПВО“ в официалната военноморска класификация се употребява рядко, фактически само по отношение на американските крайцери от типа „Атланта“, но специалистите традиционно отнасят към крайцерите ПВО цяла група типове леки крайцери на Великобритания, САЩ, Франция, Италия и някои други страни.
Прогресът в развитието на реактивната авиация, а също и в усъвършенстването на авиационното оръжие, прави зенитната артилерия голям и среден калибър нискоефективна. Ролята на кораби за ПВО преминава към бойни единици снабдени със ЗРК – ракетните крайцери и есминците (разрушителите).

## Поява на класа
Потребността от кораби, въоръжени с мощни средства за ПВО се осъзнава още в началото на 1920-те години. Макар в годините на Първата световна война авиацията да не нанася особен ущърб на бойните кораби, потенциалът в нейното развитие е очевиден, особено според военновъздушното лоби, имащо голямо влияние в редица страни, преди всичко в САЩ и Великобритания.
Поредица военноморски споразумения обаче, сключени през 20-те и 30-те години на ХХ век, внасят значителни корективи в еволюцията на военното корабостроене, в т.ч. и крайцерското. Притиснати от количествени и качествени ограничения, моряците не искат да разходват дефицитен тонаж за специализирани кораби. Има опити за приспособяване на главния калибър за стрелба по въздушни цели, но неуспехът на британците с 203-mm универсални оръдия при тежките крайцери от типа „Кент“ им слага край.
Така родоначалниците на класа се появяват по принуда на обстоятелствата. Британските адмирали ясно виждат негодността на старите крайцери от типа „C“ за използване според първоначалното им планиране, общия тонаж на крайцерските сили на Британия е ограничен, но да се дават за скрап още годни артилерийски платформи е неизгодно и е решено да се превърнат в кораби за ПВО.
Впоследствие във Великобритания, а след това и в САЩ, възниква идеята за създаване на своеобразен брониран лидер, който да поддържа собствените разрушители и унищожава вражеските, а бидейки снабден с универсална артилерия на главния калибър – ефективно да се бори и с авиация.
Значително влияние на плановете на моряците оказва и Лондонският морски договор от 1936 г., забраняващ строителството на тежки крайцери и ограничаващ водоизместимостта на леките крайцери на 8000 тона. Поставянето на много 152-mm оръдия на такъв кораб не е възможно, а на фона на вече заложените големи леки крайцери от типа „Могами“, „Бруклин“ и „Саутхемптън“ те изглеждат прекалено слаби. Така е даден стартът на развитието на леки крайцери с универсален главен калибър, впоследствие класифицирани като крайцери ПВО.

## Великобритания

### Преоборудвани леки крайцери
Към началото на 1930-те години леките крайцери от типа „С“ вече са остарели, за това и британското Адмиралтейство решава да преоборудва всички 13 оцелели крайцера в специализирани за ПВО кораби.
Модернизациите започват през 1935 г. Първи за преоборудване са „Ковънтри“ (на английски: Coventry) и „Кърлю“ (на английски: Curlew), принадлежащи към подгрупата „Серес“. Цялото им въоръжение е свалено и заменено с 10 еднооръдейни установки Mk V калибър 102 mm. Това въоръжение се допълва от два осемцевни автомата „Пом-пом“ калибър 40 mm. Впрочем вследствие на дефицита даже за тези несъвършени оръдия, през 1938 – 1939 г. кърмовите автомати са свалени и предадени на други кораби.
Програмата за модернизации продължава и през 1938 г., когато започва преоборудването на крайцерите „Кайро“ (на английски: Cairo) и „Калкута“ (на английски: Calcutta). За разлика от предшествениците, те получават по 4 сдвоени 102-mm установки Mk XIX. Те се допълват от четирицевен „пом-пом“. Преди самото начало на войната започват и работите по преоборудването на крайцерите „Карлайл“ (на английски: Carlisle) и „Кюрасао“ (на английски: Curacoa). В новия им облик те практически съответстват на предходната двойка.
Вече в хода на войната са преустроени още 2 крайцера от типа „С“ – „Коломбо“ (на английски: Colombo) и „Каледон“ (на английски: Caledon). Те получават само по 3 сдвоени 102-mm установки, но броят на зенитните автомати нараства, като са поставени вече доста по-ефективните „Бофорс“ и „Ерликон“.
През втората половина на 1930-те се планира също преустройството на кораби за ПВО на всички крайцери от типа „D“. Проектът предвижда оборудване на крайцерите с четири сдвоени 114-mm установки и зенитни автомати. Макар с началото на войната да се отказват от тези планове, все пак един крайцер е преустроен. Това е „Делхи“ (на английски: Delhi), преоборудван в Ню Йорк с американско въоръжение – 5 127-mm оръдия и американски прибори за управление на огъня.
В хода на Втората световна война всички преустроени крайцери от типа „C“ вземат активно участие в бойните действия. Обикновено те имат за задача обезпечение на ПВО на конвоите, а понякога и защита на портовете, например в хода на Норвежката кампания от 1940 г. Както показва практиката, задачите се оказват непосилни за старите кораби. Фактически те не могат да защитят от авиацията даже самите себе си. „Ковънтри“, „Кърлю“ и „Калкута“ са потопени от бомбардировачите на Луфтвафе, а „Карлайл“ е повреден от пикировачите до такава степен, че е решено да не се възстановява. „Кайро“ става жертва на подводница, но най-нещастен е краят на „Кюрасао“ – на 2 октомври 1942 г. той е буквално разрязан на две от огромния лайнер „Куин Мери“, който сам охранява, и потъва с почти целия си екипаж.
До края на войната оцеляват само „Каледон“, „Коломбо“ и „Делхи“. Всички те са отписани от флота през 1948 г.

### Крайцери тип „Дидо“
През 1934 г. британското Адмиралтейство се връща към идеята за малък крайцер, пригоден за ескадрена служба. Най-важните задачи на новия тип са съвместните действия с леките сили, противодействие на вражеските разрушители и осигуряване на ПВО на корабните съединения. Предложени са 8 различни варианта, но нито един от тях не удовлетворява поръчителя.
След това е добавено и изискването да се поставят на бъдещите крайцери универсален главен калибър на артилерията, еднакво пригоден както за борба с разрушители, така и за водене на ефективен зенитен огън. За избор на оръдията отива една година, и в резултат решават да поставят на корабите 133-mm оръдия, които са все още в разработка като универсална артилерия за бъдещите линкори от типа „Кинг Джордж V“.
Корпусът на крайцерите от типа „Дидо“ (на английски: Dido) е наследен от крайцерите на типа „Аретуза“, но за разлика от последните те нямат хидросамолети и имат намален запас гориво. Бронирането се оказва доста слабо, но осигурява защита от огъня на разрушителите.
Главна особеност на проекта става артилерията. Предполага се поместването на 10 133-mm оръдия 5,25" QF Mark I в 5 кули с линейно-терасовидна схема на разположение – 3 в носа и 2 на кърмата. Оръдията имат ъгъл на възвишение 70° и теоретическа скорострелност 10 – 12 изстрела в минута. На практика темпът на стрелба не превишава 7 – 8 изстр/мин, а скоростта на насочване, както вертикална, така и хоризонтална, се оказва явно недостатъчна, което предопределя невисоката ефективност на крайцерите като средства за борба с въздушен противник.
 За управление на зенитния огън се използват два прибора HACS Mk IV, в хода на войната те започват да се използват заедно с радари тип 285. Системите не са стабилизирани и добре работят само в спокойно време, при условие че се обслужват от опитни разчети. При вълнение тяхната ефективност рязко спада.
Лошо се представя и малкият зенитен калибър, включващ два четирицевни автомата „Викерс“ калибър 40 mm. Прекалено ниската начална скорост води до недостатъчна далечина на стрелбата, а надеждността на оръжието се смята за неудовлетворителна. Тези автомати трябва да допълват голямокалибрените зенитни картечници, но както показва военният опит, те като оръжие се оказват практически безполезни.
Строителството на крайцерите от типа „Дидо“ започва през 1937 г. Първоначално са поръчани 6 кораба, впоследствие броят им нараства до 16 единици. Военната обстановка води до значително разнообразие във въоръжението на крайцерите. Куполите за 133-mm оръдия са необходими преди всичко за новите линкори, тяхното производство изостава от графика и първите 3 крайцера от серията имат само 8 оръдия от универсалния калибър. Следващите 6 единици получават проектното въоръжение, но „Харибда“ (на английски: Charybdis) и „Сцила“ (на английски: Scylla) нямат такива оръдия въобще. Вместо тях крайцерите носят по 8 114-mm оръдия в сдвоени щитови установки.
В хода на войната всички крайцери получават усилено зенитно въоръжение, преди всичко 20-mm автомати „Ерликон“, а понякога и 40-mm оръдия „Бофорс“. Заедно с това става ясно че на малките кораби няма място за поставяне на допълнителната зенитна артилерия. Също че претоварената носова част затруднява плаването в големите ширини. За това последните пет крайцера се дострояват по проекта „Подобрен Дидо“.
Горната носова кула на универсалния калибър е сменена с трети счетворен автомат „Викерс“. Чувствителни подобрения има при системата за управление на огъня. За сметка на облекченото въоръжение се усилва защитеността на погребите за боеприпаси. Макар водоизместимостта на крайцерите да е по-голяма, мореходността е подобрена, а скоростта остава на предишното си ниво.
По време на Втората световна война крайцерите от типа „Дидо“ активно действат на всички театри. Като основа на ПВО на съединенията те нямат особени успехи, но са умерено полезни, особено в конвоиращите операции. Въпреки това при стълкновение със сериозен надводен противник за тях по-добре е да избегнат боя, както това и става на 25 декември 1940 г. при нападението на германския тежък крайцер „Адмирал Хипер“ върху британския войскови конвой WS5a. Макар че на 22 март 1942 г. британските крайцери за ПВО успяват да отблъснат италианския линкор „Литорио“, поддържан от тежки крайцери, този успех следва да се отнесе на сметката на ниската боеспособност на Реджия Марина.
Загубите сред проекта са 4 крайцера от типа „Дидо“ и един кораб от усъвършенстваната версия: „Бонавенчър“ (на английски: Bonaventure), „Наяда“ (на английски: Naiad) и „Хермион“ (на английски: Hermione) потопени от торпедата на немските подводници, „Харибда“ (на английски: Charybdis) също потопен с торпеда, но изстреляни от немски миноносци, „Спартан“ (на английски: Spartan) става жертва на германска планираща бомба.
Почти всички крайцери от този тип са отписани през 50-те и 60-те години на ХХ век. Най-дълга се оказва службата на „Диадем“ (на английски: Diadem), който през 1956 г. е продаден на Пакистан и под името „Бабур“, а след това „Джахангир“ служи до 1985 г.

### Следвоенни крайцери за ПВО
В края на войната британците, които не са удовлетворени от зенитните възможности на своите кораби, вземат решение да развият нов тип крайцери ПВО с тежки зенитни оръдия. Към 1947 г. тази идея се въплъщава в проекта „Минотавър“. Корабът се предполага да бъде много голям, макар и с леко брониране и намалена скорост на хода. Ключова особеност на проекта става артилерията на главния калибър – 10 оръдия 6"/50 QF Mark V калибър 152 mm в сдвоени кули. Оръдията имат ъгъл на подем на стволовете до 80°, а скорострелността се планира в пределите на 12 – 15 изстрела в минута. Главният калибър се допълва от 8 сдвоени 76-mm автоматични установки. Счита се, че такъв състав на въоръжението ще позволи ефективна борба с въздушния противник на големи дистанции. Фактически „Минотавър“ (на английски: Minotaur) представлява малко намален вариант на американските крайцери от типа „Устър“.
Икономическото положение на следвоенната Великобритания не позволява на Адмиралтейството да постигне заделяне на средства за строителството им. Въпреки това към 1951 г. е подготвен преработен проект, като дори стандартната водоизместимост на крайцера превишава 15 000 тона. Окончателно проектът „Минотавър“ е погребан през 1952 – 1953 г.
Такава съдба има и проектът за лек крайцер, подготвен към 1949 г. По същество той остава само на стадий ескизен вариант. Известно е само, че на крайцерите с водоизместимост около 4500 тона се предполага поставянето на перспективни 127-mm оръдия.
В края на 1950-те години британските корабостроители подготовят още няколко проекта, известни като крайцерите от 1960 година – голям, среден и малък. Обозначенията са много условни, тъй като даже водоизместимостта на малкия крайцер преваля над 10 000 тона. Всички те следва да носят различни комбинации от 152-mm, 127-mm и 76-mm универсални оръдия, и всички те вече са анахронизъм по мерките на 1960 години – в това време флотите на свръхдържавите вече получават кораби с управляемо ракетно оръжие. Но разработката на британските ракетни комплекси се задържа, а от закупуване на американска техника британците се въздържат по съображения за престиж.
В резултат на това е решено да не се харчат и без това оскъдните средства за поначало остарели и в същото време скъпи кораби. Въпреки това Кралският флот все пак получава своите последни крайцери. След войната на вода остават 3 недостроени крайцера от типа „Суифтшър“, явяващи се развитие на типа „Колони“. Проектът е преработен, и корабите влизат в периода 1959 – 1961 г. в състава на флота като леки крайцери тип „Тайгър“ (на английски: Tiger). Тяхното въоръжение е от две сдвоени универсални установки с оръдия 6"/50 QF Mark V и три сдвоени 76-mm установки 3"/70 Mark 6. С оглед на стандартната им водоизместимост от около 10 000 тона, „Тайгърите“ са явно недовъоръжени и стават последните построени в света крайцери с чисто артилерийско въоръжение.
В годините 1965 – 1972 „Тайгър“ и „Блейк“ (на английски: Blake) са преустроени на крайцери вертолетоносачи с базирани на тях 4 хеликоптера в кърмов хангар, на мястото на свалената установка на 152-mm оръдия. Британските моряци като цяло са удовлетворени, но Министерството на финансите изрязава крайно неудоволствие, поради това че реконструкцията на втория кораб струва почти 2,5 пъти повече, отколкото на първия. В резултат на това се отказват от реконструкция на „Лайън“ (на английски: Lion) поради липса на средства, и той изкарва цялата си служба като артилерийски крайцер, докато е отписан от флота през 1975 г.
| Сравнителни ТТХ на крайцерите ПВО на Великобритания |                           |                           |                           |                             |                           |
|                                                     | „Ковънтри“                | „Кайро“                   | „Дидо“                    | „Белона“(„Подобрен „Дидо““) | „Тайгър“                  |
| Построено единици                                   | 2                         | 4                         | 9                         | 5                           | 3                         |
| Пълна водоизместимост, t                            | 4950 – 4950               | 5215 – 5403               | 6850 – 7170               | 7350 – 7420                 | 11 700                    |
| Артилерия на универсалния калибър                   | 102-mm – 10×1             | 102-mm – 4×2              | 133-mm – 5×2              | 133-mm – 4×2                | 152-mm – 2×2              |
| Зенитни автомати                                    | 40-mm – 1×8               | 40-mm – 1×4               | 40-mm – 2×4               | 40-mm – 3×8, 20 mm – 6×2    | 76-mm – 3×2               |
| Бордово брониране, mm                               | 32 – 76                   | 32 – 76                   | 76                        | 76                          | 51                        |
| Брониране на палубата, mm                           | 25                        | 25                        | 25 – 51                   | 25 – 51                     | ?                         |
| Брониране на кулите на универсалния калибър, mm     | —                         | —                         | 13                        | 13                          | 76                        |
| Силова установка                                    | паротурбинна, 40 000 к.с. | паротурбинна, 40 000 к.с. | паротурбинна, 62 000 к.с. | паротурбинна, 62 000 к.с.   | паротурбинна, 80 000 к.с. |
| Максимална скорост, възела                          | 29,5                      | 29,5                      | 32,25                     | 32,25                       | 31,5                      |

## САЩ

### Крайцери тип „Атланта“
Разработката на крайцерите от типа „Атланта“ (на английски: Atlanta) е принудителна, тъй като вторият Лондонски договор от 1936 г. ограничава водоизместимостта на новите крайцери на 8000 тона. След разглеждането на 26 проекта, първоначалните планове за строителство на намалени леки крайцери тип „Бруклин“ са отхвърлени. Американският флот решава да строи неголеми крайцери, предназначени за съвместни действия с разрушителите.
Тяхното основно въоръжение стават 16 127-mm универсални оръдия, които са разположени както по диаметралната плоскост, така и по бордовете. Това оръдие, стандартен калибър за американските разрушители, се отличава с висока скорострелност, но и със сравнително лек снаряд. Същественото предимство на крайцерите става тяхното оборудване с нови прибори за управление на огъня Mk 37. Тази система, постъпила на въоръжение през 1939 г., се оказва най-съвършеното средство за управление на зенитния огън през времената на Втората световна война. Стабилизирана във вертикалната плоскост и снабдена с електромеханичен изчислител, те се показва като достатъчно удовлетворителна против буталните самолети, особено след привързването и към радар. Но такива уреди има само по два за всички „Атланти“, което не им позволява да изпълняват функциите за кораби на ПВО на съединенията. В условията на масирано използване от Япония на торпедоносци и пикировачи изисква обстрелването им на възможно максимални дистанции, до използването на техните оръжия, но наличието само на два прибора позволява на 12 – 16 универсални оръдия на „Атлантите“ да водят ефективен огън само по две цели.
Универсалният калибър се допълва от четирицевни 28-mm зенитни автомати. Още при построяването на първите кораби тези автомати са смятани за прекалено тежки и мудни, за да бъдат средство за близка отбрана. Тъй като главното предназначение на крайцерите са съвместните действия с разрушителите, корабите носят и торпедни апарати. Бронирането на крайцерите се оказва скромно и осигурява надеждна защита само от огъня на разрушителите. Ходовите качества на крайцерите се оказват доста умерени, макар първоначалият проект да предвижда скорост до 40 възела.
По първоначалния проект са построени 5 крайцера. Вече в хода на войната става ясно, че 28-mm автомати са ненадеждни, а нуждата от скорострелни автоматични оръдия е много голяма. Поради това крайцерите от 2-ра серия са без бордови кули на универсалния калибър, а вместо тях са поставени 40-mm автомати „Бофорс“. С тях са заменени и всички 28-mm автомати. По този проект са построени четири крайцера.
Накрая през 1944 г. започва строителството на последните три крайцера от типа „Атланта“, съставили 3-тата серия на типа. На тези кораби терасовидните кули на универсалния калибър са свалени с едно ниво надолу, а торпедните апарати са премахнати. Всички тези крайцери влизат в строй вече след края на войната.
Като цяло проектът се получава немного успешен – като крайцери „Атлантите“ страдат от дефицит на огнева мощ и брониране, а като кораби за ПВО – от системи за управление на зенитния огън. В единствения сериозен бой с кораби на противника на 12 ноември 1942 г. при остров Гуадалканал, крайцерите „Атланта“ и „Джуно“ (на английски: Juneau) са извадени много бързо от строй, без да причинят на японците никакви вреди.
По протежение на цялата война крайцерите от типа „Атланта“ се класифицират като леки крайцери и едва през 1949 г. те получават наименованието крайцери за ПВО (на английски: CLAA – Cruiser Light Anti-Aircraft). В хода на войната загиват „Атланта“ и „Джуно“, останалите крайцери са изведени от флота към края на 1950-те години. Последен през 1972 г. е предаден за скрап „Спокан“ (на английски: Spokane).

### Крайцери тип „Устър“
Към разработката на проекта „Устър“ (на английски: Worcester) американският флот пристъпва през май 1941 г., под влиянието на успешните въздушни атаки на немците против британския флот при бреговете на Норвегия и Крит. Независимо от това, че най-опасни за корабите в този период са торпедоносците и пикиращите бомбардировачи, се поставя за цел защитата на флота преди всичко от хоризонтални бомбардировки от голяма височина. Това се оправдава с успешното използване от Германия на планиращи бомби в хода на навлизането на съюзниците в Италия.
Всичко са поръчани 4 крайцера от този тип, но успяват да заложат само 2 в първата половина на 1945 г. Нито един от тях не участва във Втората световна война, но „Устър“ успява да воюва в Корея, където се използва като обикновен крайцер за огнева поддръжка на сухопътните сили. В американските ВМС те са класифицирани като леки крайцери (CL).
Особеност на проекта са приоритетите в бронирането и артилерията на главния калибър. Конструкторите отделят най-голямо внимание на защитата от авиобомби, заради което корабите имат по две бронирани палуби. Горната, служеща за активиране на взривателите на бомбите, има дебелина 22 – 25 mm, а долната 89 mm. Най-характерната им черта обаче е артилерията, състояща се от 12 152-mm универсални оръдия в 6 кули. Техният максимален ъгъл на възвишение достига до 78°, което позволява воденето на ефективна стрелба по въздушни цели. Скорострелността може да достига за кратко 12 изстрела в минута, но оръдията в резултат се получават ненадеждни, а самите кули са прекалено тежки и неманеврени. Главният калибър трябва да се допълва от комбинация на 20-mm и 40-mm автомати, но още при постройката последните са заменени с най-новите 76-mm автоматични оръдия. Системата за управление на зенитния огън се оказва много съвършена, но не осигурява ефективен огън по надводни цели. Въпреки това не се поставя специализирана СУО.
Всичко това води до огромен ръст на водоизместимостта в сравнение с другите леки крайцери. Тя достига 18 500 тона и самите американци наричат „Устър“ „много голям лек крайцер“.
„Устър“ (на английски: USS Worcester (CL-144)) и неговият систършип „Роанок“ (на английски: USS Roanoke (CL-145)) са изведени от флота през 1970 г., даже в един и същи ден.
| Сравнителни ТТХ на крайцерите ПВО на САЩ        |                           |                           |                                |                            |
|                                                 | „Атланта“, 1 серия        | „Атланта“, 2 серия        | „Атланта“, 3 серия             | „Устър“                    |
| Построено единици                               | 4                         | 4                         | 3                              | 2                          |
| Пълна водоизместимост, t                        | 8100                      | 8100                      | 8450                           | 18 500                     |
| Артилерия на универсалния калибър               | 127-mm – 8×2              | 127-mm – 6×2              | 127-mm – 6×2                   | 152-mm – 6×2               |
| Зенитни автомати                                | 28-mm – 4×4, 20-mm – 8×1  | 40-mm – 8×2, 20-mm – 16×1 | 40-mm – 6×4 и 4×2, 20-mm – 6×2 | 76-mm – 11×2 и 2×1         |
| Бордово брониране, mm                           | 95                        | 95                        | 95                             | 76 – 127                   |
| Брониране на палубата, mm                       | 32                        | 32                        | 32                             | 89+22 – 25                 |
| Брониране на кулите на универсалния калибър, mm | 25 – 32                   | 25 – 32                   | 25 – 32                        | 51 – 160                   |
| Силова установка                                | паротурбинна, 75 000 к.с. | паротурбинна, 75 000 к.с. | паротурбинна, 75 000 к.с.      | паротурбинна, 120 000 к.с. |
| Максимална скорост, възела                      | 32,5                      | 32,5                      | 32,5                           | 33                         |

## Италия
През 1939 г. в Италия по поръчка на Тайланд са заложени два малки леки крайцера от типа „Таксин“. Поради започналата скоро след това Втора световна война, строителството върви много бавно, а през 1942 г. Италия конфискува недовършените крайцери, които вече започват да се наричат тип „Етна“. Проектът е радикално преработен, тъй като се предполага използването на корабите да бъде в две основни роли – като крайцери ПВО и като бързоходни войскови транспорти.
В съответствие с новото им предназначение, крайцерите получават 3 сдвоени куполни установки за 135-mm оръдия, като се допуска голям ъгъл на възвишение, позволяващ воденето на стрелба и по въздушни цели. Универсалният калибър е допълнен от 10 нови 65-mm автомата в единични установки, а също 10 сдвоени автоматични оръдия калибър 20 mm. В надстройките си крайцерите имат оборудвани помещения за превоз на войски, а в трюмовете е отделено място за транспортиране на товари.
Строителството на „Етна“ (на италиански: Etna) и „Везувио“ (на италиански: Vesuvio) е много бавно, поради военното време. Към момента на излизането на Италия от войната тяхната готовност е невисока. Недостроените крайцери са пленени през 1943 г. от германците, а през 1944 г. са потопени в плитководието.

## Япония
В средата на 1930-те години японците, с оглед британския опит, имат планове за преоборудване на вече остарелите леки крайцери „Тенрю“ (на японски: 天龍) и „Тацута“ (на японски: 龍田) в крайцери за ПВО. Предполага се свалянето на цялата стара артилерия и замяната ѝ с 4 сдвоени установки на 127-mm универсални оръдия. Допълнително се предвиждат 4 установки на 25-mm зенитни автомата. За управление на огъня се предвижда снабдяването на крайцерите с два нови зенитни прибори за управление.
Преустройството е планирано за 1937 г., но е отложено поради недостатъчно средства. През 1938 г. проектът е преработен още един път, но с началото на войната в Тихия океан се отказват от модернизацията. В резултат потребността на японския флот от специализирани кораби за ПВО се удовлетворява само от разрушителите тип „Акидзуки“ (на японски: 秋月號驅逐艦).

## Франция
Френският флот в края на 1930-те години планира строителството на леки крайцери тип „Де Грас“. До началото на Втората световна война успяват да заложат само главния кораб, но не успяват да го достроят. Строителството на кораба е възобновено през 1946 г., после отново се спира, тъй като за следвоенните стандарти проектът вече изглежда остарял. В резултат на това проектът е преработен и през 1956 г. „Де Грас“ (на френски: De Grasse) влиза в строй вече като крайцер за ПВО. Неговото основно въоръжение са 16 127-mm универсални оръдия в сдвоени кули, като всички те са поместени в краищата на кораба. Универсалният калибър се допълва от 10 сдвоени автомата на фирмата „Бофорс“ калибър 57 mm. През 1966 г. „Де Грас“ е преоборудван, превръщайки се в команден кораб на Центъра на френските ядрени изпитания. В тази роля той служи до своето отписване през 1973 г.
След първия кораб французите построяват по изменен проект още един крайцер ПВО – „Колбер“ (на френски: Colbert). Той влиза в строй през 1959 г. Неговото въоръжение е аналогично на „Де Грас“. В периода 1970 – 1972 година „Колбер“ преминава радикална модернизация, в хода на която се лишава от старите универсални оръдия. Те са заменени с две нови автоматични оръдия калибър 100 mm, броят на 57-mm автомати е намален с 40%, за сметка на това са поставени ЗРК „Масурка“ и ПКРК „Екзосе“ (на френски: Exocet). „Колбер“ е отписан от флота през 1991 г.

## Швеция
През 1947 г. шведският флот получава два леки крайцера от типа „Тре Крунур“ (на шведски: Tre Kronor). Особеност на тези кораби, позволяващи да се причислят към крайцерите ПВО, става артилерията на главния калибър, разработена от компанията „Бофорс“. 152-mm оръдия имат автоматично зареждане, достигат скорострелност 15 изстрела в минута, а ъгълът на максимално възвишение на стволовете достига до 70°, което позволява воденето на зенитен огън. Поради това шведските крайцери нямат обичайната среднокалибрена универсална артилерия. Главният калибър се допълва само от установки на 40-mm и 20-mm автомати.
Дълго време тези крайцери остават най-големите кораби на шведския флот. „Тре Крунур“ е изведен от флота през 1964 г., а през 1970 г. е последван от „Гьота Лейон“ (на шведски: Göta Lejon), но през 1971 г. той е купен от флота на Чили, където шведският крайцер служи до 1984 г. под името „Алмиранте Латоре“.

## Нидерландия
С известни условности към числото на крайцерите ПВО също се отнасят нидерландските леки крайцери тип „Де Зевен Провинсен“ (на нидерландски: De Zeven Provinciën). Заложени още преди началото на Втората световна война, те са достроени след края ѝ по съществено изменен проект. Артилерията на главния калибър съставят 152-mm оръдия „Бофорс“, като ъгълът им на възвишение съставлява 60°, което позволява воденето на ограничен зенитен огън. Останалото зенитно въоръжение на крайцерите включва комбинация от 57- и 40-mm автомати, също шведско производство. Крайцерите влизат в строй през 1953 г., а вече 1962 – 1964 г. „Де Зевен Провинсиен“ имат мащабна модернизация, в хода на която са свалени кърмовите кули на ГК и част от зенитните автомати, но за сметка на това получава ПУ на ЗРК „Териер“.
През 1973 г. и двата крайцера са продадени на Перу, като ЗРК от „Де Зевен Провинсиен“ е свален и заменен с хангар за 3 вертолета, правейки го аналог на британските крайцери от типа „Блейк“. С нови имена корабите дослужват и 21 век, а „Алмиранте Грау“ (бившият „Де Ройтер“), е отписан през 2005 г., ставайки последният в света лек крайцер.
| Сравнителни ТТХ на крайцерите ПВО от европейските страни |                            |                            |                           |                           |                           |
|                                                          | „Етна“                     | „Де Грас“                  | „Колбер“                  | „Тре Крунур“              | „Де Зевен Провинсиен“     |
| Държава                                                  | Италия                     | Франция                    | Франция                   | Швеция                    | Нидерландия               |
| Построено единици                                        | 2                          | 1                          | 1                         | 2                         | 2                         |
| Пълна водоизместимост, t                                 | 5900                       | 11 545                     | 11 100                    | 9200                      | 11 850                    |
| Артилерия на универсалния калибър                        | 135-mm – 3×2               | 127-mm – 8×2               | 127-mm – 8×2              | 152-mm – 1×3 и 2×2        | 152-mm – 4×2              |
| Зенитни автомати                                         | 65-mm – 10×1, 20-mm – 10×2 | 57-mm – 10×2               | 57-mm – 10×2              | 40-mm – 10×2 и 7×1        | 57-mm – 4×2, 40-mm – 8×1  |
| Бордово брониране, mm                                    | 60                         | ?                          | 50 – 80                   | 70 – 80+20                | 75 – 100                  |
| Брониране на палубата, mm                                | 20 – 35                    | ?                          | 50                        | 30+30                     | 20 – 25                   |
| Брониране на кулите на универсалния калибър, mm          | 20                         | ?                          | ?                         | 50 – 125                  | 50 – 100                  |
| Силова установка                                         | паротурбинна, 40 000 к.с.  | паротурбинна, 110 000 к.с. | паротурбинна, 87 000 к.с. | паротурбинна, 90 000 к.с. | паротурбинна, 85 000 к.с. |
| Максимална скорост, възела                               | 28                         | 33                         | 33                        | 33                        | 32                        |

## Съветски съюз
Определен интерес към крайцерите с универсална артилерия в качество на главен калибър проявява и ВМФ на СССР. В периода 1939 – 1941 г. с усилията на ОКБ-196 е подготвен проект за малък лек крайцер МК-6. Корабът с водоизместимост 7800 тона трябва да се снабди с 5 двуоръдейни универсални артилерийски установки МК-18, калибър 130 mm. Ъгълът на възвишение на оръдията достига до 85°, зареждането се предполагало да бъде унитарно, а подаването на патроните напълно автоматизирано.
Фактически лек крайцер е и корабът от проект 47, официално разработван като лидер. При водоизместимост над 5000 тона, той трябва да носи 5 двуоръдейни 130-mm универсални установки, 37-mm зенитни автомати, да има брониране по палубите и бордовете и да развива скорост до 34 възела. По същество разликата му спрямо проекта МК-6 е липсата на стартов катапулт и хидросамолет. През април 1941 г. всички работи по проект 47 са прекратени, тъй като оценяват, че създаването на кораб с такива тактико-технически характеристики е възможно само в габаритите на лек крайцер.
След края на Втората световна война съветският флот се връща към идеята за крайцер с универсална артилерия на главния калибър. ЦКБ-17 предлага футуристичния проект за малък лек крайцер (МЛК) в шест различни варианта. Четири от тях предвиждат поставянето на 130-mm универсални оръдия, на брой от 8 до 16, в дву- или четириоръдейни кули БЛ-109 или БЛ-110. Ъгълът на вертикално насочване на оръдията, разработени от ОКБ-172, достига 83°, а скорострелността 15 изстрела в минута на ствол. Бронирането на МЛК е относително леко, пълната водоизместимост се колебае от 8500 до 10 000 тона, в зависимост от варианта, скоростта на хода 33 – 35 възела.
През 1954 г. започва разработката на лекия крайцер проект 84. Корабът с водоизместимост 14 000 – 15 000 тона трябва да развива скорост 32 – 33 възела, да носи 8 180-mm универсални оръдия СМ-45 в двуоръдейни кули, 12 100-mm универсални оръдия, 57-mm автомати, също и 2 хеликоптера. В отличие от артилерията на довоенните крайцери от проект 26, новите оръдия имат не картузно, а разделно-гилзово зареждане, подходящо за всеки ъгъл на възвишение, максималната величина на който достига 76°. Вертикалната досегаемост на СМ-45 съставлява 23 000 метра, а скорострелността 9 – 10 изстрела в минута.
Петте крайцера от този тип се предполага да влязат в строй през 1964 – 1965 г., но още през 1956 г., на стадия на ескизното проектиране, всички работи по тях са прекратени.

## Заключение
Появили се като следствие от опитите за модернизация на явно остарели кораби, крайцерите ПВО скоро заемат важно място във флотите на водещите морски държави – САЩ и Великобритания. Стремежът да се създаде сравнително евтин крайцер с двойно предназначение води до появата на проектите „Атланта“ и „Дидо“, на които се възлагат както задачи за обезпечение на ПВО на съединенията на флота, така и съвместни действия с разрушителите. Като цяло новият клас не оправдава себе си. Прекалено слаби за морски бой със сериозен надводен противник, тези крайцери също не се представят и като добра основа на флотската ПВО. Британските крайцери нямат достатъчно огнева мощ и скорост на насочване, а американските имат проблеми с количеството системи за управление. Няма качествена промяна в тази ситуация и появата в края на Втората световна война на снарядите с радиовзриватели.
Въпреки това флотите изпитват крайна нужда от мощно средство за ПВО, което може ефективно да поразява ударните самолети на големи дистанции, още преди те да са използвали своето оръжие. Проблемът става особено актуален с появата в края на войната на управляемите авиационни боеприпаси. Това обстоятелство води до разработката на нови проекти, само част от които са реализирани, но като цяло за тях е характерна тенденцията за увеличаване на дистанцията на ефективния зенитен огън. Но стремителният прогрес в областта на развитието на противокорабните ракети, преди всичко в морската авиация на СССР, води до това, че даже най-мощните зенитни оръдия не са способни да предотвратят ракетната атака от въздуха.
Поради това водещите морски държави прекратяват разработката на крайцери с чисто артилерийско въоръжение и започват строителство на бойни единици, снабдени със зенитни ракетни комплекси. Тези кораби са напълно достойни да се нарекат крайцери ПВО, но моряците предпочитат разработването на нова класификация. Така се появяват ракетните крайцери.